# Ofirney Sadala
Ofirney da Conceição Sadala (* 12. Juli 1973 in Belém, Pará) ist ein brasilianischer Kommunalpolitiker vom Partido Social Democrata Cristão (PSDC).
Sadala schloss eine höhere Schulausbildung ab und war anschließend als Unternehmer tätig. Bei der Kommunalwahl 2016 wurde er zum 12. Stadtpräfekten (Bürgermeister) der Großstadt Santana, der zweitgrößten Stadt im Bundesstaat Amapá, gewählt. Seine Amtszeit dauerte von 2017 bis 2020. Mit seinem Wahlbündnis Justiça Por Santana aus PRB, PTB, PSDC, PMB, PTC, PV und PRP setzte er sich gegen fünf Gegenkandidaten durch. Bei der Kommunalwahl 2020 erreichte der frühere Senator und Bundesabgeordnete für Amapá Sebastião Bala Roch von den Progressistas (PP) die höchste Stimmenzahl und löste Sadala am 1. Januar 2021 als Stadtpräfekt für die Amtszeit von 2021 bis 2024 ab.
Zwei seiner Geschwister hat er in hohe Ämter der Stadt berufen.